# PRIDE 30
PRIDE 30: Fully Loaded je bila manifestacija borbi mješovitih borilačkih vještina organizirana od strane PRIDE Fighting Championships organizacije. Događaj se održao 23. listopada 2005. godine u Saitama Super Areni u Saitami, Japan.

## Borbe
| Pobjednik         | Poraženi        | Razlog pobjede                            | Runda/vrijeme |
| ----------------- | --------------- | ----------------------------------------- | ------------- |
| Zuluzinho         | Rick Miller     | Tehnički nokaut (Udarci koljenima)        | 1/1:31        |
| Murilo Rua        | Murad Chunkaiev | Predaja (Poluga na stopalu)               | 1/3:31        |
| James Thompson    | Alexandru Lungu | Tehnički nokaut (Udarci rukama)           | 1/2:13        |
| Quinton Jackson   | Hirotaka Yokoi  | Tehnički nokaut (Udarci rukama i gaženje) | 1/4:05        |
| Sergei Kharitonov | Fabricio Werdum | Odluka sudaca (Podjeljena)                | 3/5:00        |
| Makoto Takimoto   | Dong Sik Yoon   | Odluka sudaca (Jednoglasna)               | 3/5:00        |
| Kazushi Sakuraba  | Ken Shamrock    | Tehnički nokaut (Udarac rukom)            | 1/2:27        |
| Mirko Filipović   | Josh Barnett    | Odluka sudaca (Jednoglasna)               | 3/5:00        |

## Vanjske poveznice
PRIDE FC  Arhivirana inačica izvorne stranice od 11. lipnja 2007. (Wayback Machine)